# 49777 Cappi
Cappi (asteróide 49777) é um asteróide da cintura principal, a 2,1994658 UA. Possui uma excentricidade de 0,0664782 e um período orbital de 1 320,92 dias (3,62 anos).
Cappi tem uma velocidade orbital média de 19,40422863 km/s e uma inclinação de 4,46956º.
Este asteróide foi descoberto em 2 de Dezembro de 1999 por Paul Comba.